# Rydetbjörnbär
Rydetbjörnbär (Rubus rugulosus) är en rosväxtart som beskrevs av Ryde. Enligt Catalogue of Life ingår Rydetbjörnbär i släktet rubusar och familjen rosväxter, men enligt Dyntaxa är tillhörigheten istället släktet rubusar och familjen rosväxter. Arten är reproducerande i Sverige. Inga underarter finns listade i Catalogue of Life.